# Stig Blomqvist
"Stig" Lennart Blomqvist (Örebro, Švedska, 29. srpnja 1946.) švedski je reli vozač i svjetski prvak u reliju 1984.g. 
Blomqvist se je počeo natjecati u reli utrkama čim je dobio vozačku dozvolu s 18 godina i na prvoj utrci na kojoj je nastupio, lokalna reli utrka, bio je drugi. Na utrkama svjetskog prvenstva u reliju (WRC) počeo se natjecati 1973.g., a zadnju utrku je vozio u sezoni 2006. Ukupno je vozio 122 WRC utrka od toga je na 11 pobijedio, a na 33 utrke se popeo na pobjednički podij.
Svjetski prvak u reliju 1984.g. je postao vozeći Audi Quattro.